# Bylnice
Bylnice (valašsky Blnica) je jižní část města Brumov-Bylnice v okrese Zlín. Prochází zde silnice I/57, z níž odbočuje silnice II/495. Je zde evidováno 669 adres. Trvale zde žilo asi 1800 obyvatel (roku 2021). Bylnice je také název katastrálního území o rozloze 16,09 km2. Celá se nachází v CHKO Bílé Karpaty.
Vlaková stanice Bylnice je železničním uzlem, kde z Vlárské dráhy odbočuje trať do Horní Lidče. Na ní došlo 28. dubna 1957 na území obce k železniční nehodě, při které zemřelo 10 lidí.
Roku 1964 byla Bylnice administrativně sloučena se sousedním Brumovem do obce Brumov-Bylnice, následujícího roku povýšené na město.

## Pamětihodnosti
- Socha sv. Jana Nepomuckého